# Cratere Ilus
Ilus è un cratere sulla superficie di Ganimede.